# 运动系统
运动系统是动物体用来进行诸如移动，抓取，进食，眼动以及言语等骨骼肌运动的器官组成的功能整体。运动系统的主要部分包括位于外周的骨骼肌和神经以及位于中枢的脑和脊髓。
脑和脊髓支配所有骨骼肌的运动。从脊髓的前角投射到肌肉的运动神经元与骨骼肌形成神经肌肉接头，通过动作电位和乙酰胆碱的突触来使肌肉发生收缩。肌肉一般通过肌腱与骨骼相连。肌肉的收缩导致骨骼之间角度的变化，从而使得身体的结构发生形状变化。 
骨骼肌内含有两种感受器，称为高尔基腱器官和肌梭。两种器官通过感觉纤维（Ia, Ib和II型纤维）与脊髓相连，提供关于肌肉的张力，长度和收缩速度的信息。这些感觉纤维在脊髓内形成神经元回路，来支配肌肉的反射，例如伸张反射。此类低级反射的主要作用是保证肢体姿势的稳定性。
脑是较脊髓更高一级的运动中枢。支配脊髓运动神经元的输入来做多个脑内的结构。包括脑干内的下行网状结构，小脑深部核团，中脑的红核，以及大脑皮质的运动区。除了这些结构，基底核也与运动功能有密切的关系。
从大脑皮质的运动去直接投射到脊髓运动神经元的通路称为皮层脊髓束。这种非常简单直接的通路与灵长类对手指的精确控制有关。
除了支配肢体运动，眼球的运动也是运动系统的重要一部分，与动物的视觉感知，注意力和抓取等功能密切相关。中脑的上丘内含有眼动神经元，直接支配控制眼球运动的肌肉。
常见的运动系统疾病包括瘫痪，运动失调症，帕金森氏病，亨廷顿氏病等